# Sory Kaba
Sory Kaba, né le 28 juillet 1995 à Conakry en Guinée, est un footballeur international guinéen à l'UD Las Palmas.

## Biographie

### En club
Sory Kaba arrive en Europe à l'âge de 17 ans. Il signe en faveur du club d'Alcobendas, équipe évoluant dans une Ligue régionale (D5), en septembre 2012. Il fait ses débuts en Tercera Division (D4) au cours de la saison 2014-2015, avec 30 matchs et six buts inscrits. Après un passage éclair du côté des U19 du KRC Genk en février 2015, il s’engage en faveur d'Elche, club évoluant en Segunda División (D2) en janvier 2016. Auteur de quinze buts toutes compétitions confondues lors de la saison 2017-2018 de Segunda División B (D3), il participe activement à la remontée du club en Liga 2.
En janvier 2019, il signe un contrat d'une durée de quatre ans et demi en faveur du Dijon FCO, lors des dernières heures du mercato hivernal. Le club bourguignon débourse quatre millions d'euros, ce qui fait de lui la recrue la plus chère de l'histoire du club.
Après seulement 9 apparitions en Ligue 1 avec le club bourguignon, il s'engage en juillet 2019 avec Midtjylland au Danemark. L'international guinéen signe pour 5 ans et un montant avoisinant les trois millions d'euros.
Le 30 août 2021, Sory Kaba est prêté en Belgique, à l'OH Louvain pour une saison.
Le 31 janvier 2023, Sory Kaba est de nouveau prêté par le FC Midtjylland, cette fois-ci à Cardiff City, jusqu'à la fin de la saison.

### En équipe nationale
Il joue son premier match en équipe de Guinée le 7 octobre 2017, contre la Tunisie. Ce match perdu 1-4 rentre dans le cadre des éliminatoires du mondial 2018.
En janvier 2022, il est retenu par le sélectionneur Kaba Diawara afin de participer à la Coupe d'Afrique des nations 2021 organisée au Cameroun.

## Palmarès
FC Midtjylland
- Championnat du Danemark (1) :
  - Champion : 2019-20.